# Карл Ойген фон Ламберг
Карл Ойген фон Ламберг, пълно име Карл Ойген Мария Макс Франц Ксавер Йозеф Адам Леополд Йохан Непомук Франц де Паула фон Ламберг-Кунщат (на немски: Karl Eugen, Fürst zu Lamberg; Carl! Eugen! Maria Max Franz Xaver Joseph Adam Leopold Johann Nepomuk Franz de Paula von Lamberg-Kunstadt) е от 1797 година 5. имперски княз на Ламберг в Щайр, (в Щирия) и Кунщат (в Чехия), фрайхер на Ортенег, Щокерн на Отенщайн, Амеранг и други в Австрийската империя.

## Биография
Роден е на 1 април 1764 година. Той е син на граф Максимилиан Йозеф фон Ламберг-Кунщат (1729 – 1792) и втората му съпруга фрайин Мария Йохана фон Даксберг (1746 – 1832), дъщеря на фрайхер Франц фон Даксберг. Внук е на граф Карл Леополд Антон Йозеф фон Ламберг-Кунщат (1704 – 1739) и маркиза Лукреция Мария Туринети ди Прия († 1779). Правнук е на граф Карл Бенедикт фон Ламберг-Кунщат (1675 – 1721). Потомък е на граф Каспар Фридрих фон Ламберг-Кунщат (1648 – 1686) и Мари Франциска Терезия Изерле фон Кодау († 1684). Брат е на Мария Йозефа Йохана Баптиста Максимилиана Антония (* 1766), омъжена за фрайхер Франц Ксавер фон Хофмюлен
(† 1802), Мария Валпурга (1767 – 1801), омъжена за Клеменс фон Нис († 1770?), и на Максимилиан Йозеф фон Ламберг (1770 – 1772).
Карл Ойген фон Ламберг наследява княжеската титла на 15 декември 1797 г. от братовчед си 4. княз Йохан Фридрих Йозеф (24 февруари 1737 – 15 декември 1797), син на 3. княз Франц Антон фон Ламберг († 1759).
Умира на 11 май 1831 г. на 67-годишна възраст. Погребан е във фамилната гробница Св. Еразмус в Незамислице в окръг Клатови, Чехия.
Синът му Густав Йоахим участва през 1832 г. в атентата срещу трон-принц Фердинанд I Австрийски, осъден е да не се жени, за да изчезне фамилията, децата му са изключени от наследството и на титлата княз на 4 февруари 1887 г. Наследник става граф Рудолф Ламберг от унгарския клон на фамилията.

## Фамилия
Карл Ойген фон Ламберг се жени в дворец Валерщайн на 19 септември 1802 г. за принцеса Фридерика София Тереза Антония Валбурга фон Йотинген-Йотинген и Йотинген-Валерщайн (* 5 март 1776, Валерщайн; † 17 юли 1831, погребана в Незамислице), дъщеря на княз Крафт Ернст фон Йотинген-Валерщайн (1748 – 1802) и първата му съпруга принцеса Мария Тереза фон Турн и Таксис (1757 – 1776). Те имат осем деца:
- Вилхелмина Фридерика Каролина Мария Ернестина Йозефа София Валбурга Йохана фон Ламберг (* 29 юни 1803, Щайр; † 1 юни 1829, Виена), омъжена на 8 януари 1828 г. за граф/маркграф Феликс Монтецуцоли-Ладерчи (1799 – 1846)
- Карл Ернст (* 2 януари 1805; † 12 февруари 1805)
- Йозефина Фридерика (* 22 май 1806; † 23 март 1808)
- Максимилиан Йосеф (* 25 декември 1807; † 10 август 1808)
- Лудвиг Карл (* 24 септември 1809; † 18 декември 1809)
- Густав Йоахим Емануел Карл Фридрих Йозеф Йохан Непомук Винценц Ферериус Ернест фон Ламберг-Кунщат (* 21 декември 1812, Залцбург; † 3 февруари 1862, Мюнхен), от 1834 г. 6. и последен имперски княз на Ламберг, женен след оправданието му на 10 януари 1855 г. в Страшин (морганатичен брак) за Катерина Храдкова (1824 – 1889), има 8 деца, родени преди брака им
- София Йозефина (* 21 февруари 1815; † 6 април 1815)
- Емил Антон фон Ламберг (* 26 март 1816; † 5 декември 1836)

## Галерия
- Дворецът Ламберг в Щайр
- Дворецът Кунщат
- Капелата Св. Еразмус в Незамизлице, фамилната гробница на князете Ламберг